# Dîbeankî, Pustomîtî
Dîbeankî (în ucraineană Диб'янки) este un sat în comuna Mistkî din raionul Pustomîtî, regiunea Liov, Ucraina.

## Demografie
Componența lingvistică a localității Dîbeankî
     Ucraineană (100%)
Conform recensământului din 2001, toată populația localității Dîbeankî era vorbitoare de ucraineană (100%).